# Універ Капітал
ТОВ «Універ Капітал» — українська інвестиційна компанія, яка займається брокерською, дилерською та депозитарною діяльностями, а також проводить андеррайтинг і діяльність з управління портфелем фінансових інструментів. Компанія працює з 2005 року.
«Універ Капітал» має офіційну реєстрацію в Україні. Офіс розташований у Києві.
Власником компанії є Козак Тарас Мирославович, директором — Зубарєв Микола Олексійович.

## Структура
«Універ Капітал» є частиною Інвестиційної групи «Універ», в яку входять компанії:
- ТОВ «Універ Капітал»[3][4]
- ТОВ «КУА „Універ Менеджмент“» — професійний учасник фондового ринку, основними напрямами якого є діяльність управління активами інвестиційних та пенсійних фондів, надання фінансових послуг.[5][6]

## Послуги та інструменти інвестування

### Послуги
До переліку послуг компанії входить:
- брокерська діяльність;
- довірче управління коштами;
- управління портфелем фінансових інструментів;
- депозитарні послуги.

### Відкриття рахунку
Компанія працює як з фізичними, так і з юридичними особами.
Усі процеси відкриття рахунку відбуваються дистанційно.

### Вибір інструментів
«Універ Капітал» пропонує велику кількість торгових інструментів. Клієнти брокера можуть торгувати такими активами:
- Державні облігації (ОВДП та військові ОВДП);
- Корпоративні облігації;
- Інвестиційні фонди;
- Акції українських і зарубіжних компаній;
- РЕПО;
- частки ТОВ.

Також брокер надає доступ як до вторинного та первинного ринків ОВДП (через первинного дилера). Первинний ринок — це покупка облігацій безпосередньо на аукціонах Мінфіну.
Торгівля інструментами відбувається на трьох біржах: «Українська Біржа», «Перспектива» та «ПФТС».
У січні 2024 року, за підсумками торгів на Українській біржі, "Універ Капітал" був лідером обігу на ринку пайових цінних паперів, ринку акцій та сертифікатів фондів, а також провідним оператором ринку іноземних цінних паперів. 
Є можливість покупки ОВДП і ПІФ за допомогою застосунку UNIVER.

### Інвестиційні фонди
ІГ УНІВЕР має у власності інвестиційні фонди — це інструменти інвестування, які дозволяють зберігати та збільшувати капітал. Фонд акумулює кошти інвесторів і розміщує їх згідно зі стратегією. Відповідно до цього, кожен фонд має різну прибутковість і ступінь ризику, від низькоризикових до високоризикових. Станом на 2023 рік, Універ має низку фондів:
- Фонд «Ярослав Мудрий» — інвестиції в американські компанії індексу S&P 500.
- Фонд «Отаман» — акції американських компаній технологічного сектора індексу NASDAQ.
- Фонд «Михайло Грушевський» — спеціалізований фонд облігацій, який розміщує кошти в різні випуски ОВДП.
- Фонд «Тарас Шевченко» — фонд облігацій, який забезпечує прибуток від інвестування в державний борг України та облігації найкращих вітчизняних компаній.
- Фонд «Володимир Великий» — фонд, до складу якого входять ОВДП, а також акції українських компаній.

Відкриті Інвестиційні Фонди Універу "Михайло Грушевський" та "Тарас Шевченко" є найдохіднішими інвестиційними фондами України, станом на кінець 2023 року, за даними  Української Асоціації Інвестиційного Бізнесу (УАІБ). Вони показали найбільшу середню дохідність річних серед усіх українських інвестиційних фондів з початку їх діяльності, а також найвищі показники дохідності у 2023 році (54,92% та 33,27% відповідно).